# Tour de l'Ain 2012
La 24e édition de la course cycliste Tour de l'Ain s'est déroulée du 7 au 11 août 2012. Débutant par une étape en ligne à Montmerle-sur-Saône, la course se terminait à Lélex. La victoire finale est revenue à l'américain Andrew Talansky.

## Participation
Classé en catégorie 2.1 de l'UCI Europe Tour, le Tour de l'Ain est par conséquent ouvert aux UCI ProTeams dans la limite de 50 % des équipes participantes, aux équipes continentales professionnelles, aux équipes continentales et à des équipes nationales.
| ProTeams (8)- Garmin-Sharp - Vacansoleil - DCM - FDJ-BigMat - AG2R La Mondiale - Omega Pharma-Quick Step - Saxo Bank-Tinkoff Bank - Movistar Team - Astana Équipes continentales professionnelles (5)- Cofidis, le Crédit en Ligne - Bretagne-Schuller - NetApp - Saur-Sojasun - Team Europcar Équipes continentales (4)- Leopard-Trek Continental - La Pomme Marseille - Rabobank Continental Team - Auber 93 Équipes nationales (2)- France espoirs - Colombie espoirs |
| |

## Favoris
Les principaux coureurs pour le classement général au départ de ce 24e Tour de l'Ain sont Thibaut Pinot, vainqueur de deux étapes en 2011, David Moncoutié, le vainqueur sortant, Daniel Navarro, fidèle lieutenant d'Alberto Contador, le jeune Américain Andrew Talansky, ses coéquipiers Fabian Wegmann et Christophe Le Mével, John Gadret, troisième du Tour d'Italie 2011, Johnny Hoogerland, Jérôme Coppel ainsi que Pierre Rolland.
Parmi les sprinteurs, on retrouve au départ de ce Tour de l'Ain les Français Romain Feillu, Anthony Ravard, Sébastien Chavanel, le champion de Biélorussie Yauheni Hutarovich, les frères Lucas Sebastián Haedo et Juan José Haedo, l'Allemand Gerald Ciolek et l'Espagnol Koldo Fernández.

## Les étapes
Comme les années précédentes, le Tour de l'Ain se dispute sur cinq jours de course.
| Étape      | Date    | Villes étapes                 | type                         | Distance (km) | Vainqueur d'étape       | Leader du classement général |
| ---------- | ------- | ----------------------------- | ---------------------------- | ------------- | ----------------------- | ---------------------------- |
| 1re étape  | 7 août  | Montmerle-sur-Saône – Trévoux |                              | 146,2         | Yauheni Hutarovich      | Yauheni Hutarovich           |
| 2e a étape | 8 août  | Lagnieu – Ambérieu-en-Bugey   |                              | 83            | Yauheni Hutarovich      | Yauheni Hutarovich           |
| 2e b étape | 8 août  | Saint-Vulbas – Saint-Vulbas   | contre-la-montre par équipes | 10,7          | Omega Pharma-Quick Step | André Schulze                |
| 3e étape   | 9 août  | Belley – Montréal-la-Cluse    |                              | 134,7         | Daniel Navarro          | Daniel Navarro               |
| 4e étape   | 10 août | Nantua – Septmoncel           |                              | 166,2         | Andrew Talansky         | Andrew Talansky              |
| 5e étape   | 11 août | Saint-Claude – Lélex          |                              | 134,7         | Thibaut Pinot           | Andrew Talansky              |

## Déroulement de la course

### 1reétape
| \| Classement de l'étape \| Classement de l'étape \| Classement de l'étape \| Classement de l'étape \| Classement de l'étape \| \| Coureur \| Coureur \| Pays \| Équipe \| Temps \| \| --------------------- \| --------------------- \| --------------------- \| ------------------------ \| --------------------- \| \| 1er \| Yauheni Hutarovich \| Biélorussie \| FDJ-BigMat \| 3 h 37 min 23 s \| \| 2e \| Lucas Sebastián Haedo \| Argentine \| Saxo Bank-Tinkoff Bank \| + 0 s \| \| 3e \| Gerald Ciolek \| Allemagne \| Omega Pharma-Quick Step \| + 0 s \| \| 4e \| Enrique Sanz \| Espagne \| Movistar Team \| + 0 s \| \| 5e \| Cyril Lemoine \| France \| Saur-Sojasun \| + 0 s \| \| 6e \| Koldo Fernández \| Espagne \| Garmin-Sharp \| + 0 s \| \| 7e \| Kévin Réza \| France \| Team Europcar \| + 0 s \| \| 8e \| André Schulze \| Allemagne \| NetApp \| + 0 s \| \| 9e \| Eugenio Alafaci \| Italie \| Leopard-Trek Continental \| + 0 s \| \| 10e \| Moreno Hofland \| Pays-Bas \| Rabobank Continental \| + 0 s \| |                       |             |                          |                 |
| |                       |             |                          |                 |
| Sources : ProCyclingStats Cycling Archives |                       |             |                          |                 |
| Classement de l'étape |                       |             |                          |                 |
| Coureur | Coureur               | Pays        | Équipe                   | Temps           |
| 1er | Yauheni Hutarovich    | Biélorussie | FDJ-BigMat               | 3 h 37 min 23 s |
| 2e | Lucas Sebastián Haedo | Argentine   | Saxo Bank-Tinkoff Bank   | + 0 s           |
| 3e | Gerald Ciolek         | Allemagne   | Omega Pharma-Quick Step  | + 0 s           |
| 4e | Enrique Sanz          | Espagne     | Movistar Team            | + 0 s           |
| 5e | Cyril Lemoine         | France      | Saur-Sojasun             | + 0 s           |
| 6e | Koldo Fernández       | Espagne     | Garmin-Sharp             | + 0 s           |
| 7e | Kévin Réza            | France      | Team Europcar            | + 0 s           |
| 8e | André Schulze         | Allemagne   | NetApp                   | + 0 s           |
| 9e | Eugenio Alafaci       | Italie      | Leopard-Trek Continental | + 0 s           |
| 10e | Moreno Hofland        | Pays-Bas    | Rabobank Continental     | + 0 s           |

| \| Classement général \| Classement général \| Classement général \| Classement général \| Classement général \| \| Coureur \| Coureur \| Pays \| Équipe \| Temps \| \| ------------------ \| --------------------- \| ------------------ \| ------------------------ \| ------------------ \| \| 1er \| Yauheni Hutarovich \| Biélorussie \| FDJ-BigMat \| 3 h 37 min 23 s \| \| 2e \| Lucas Sebastián Haedo \| Argentine \| Saxo Bank-Tinkoff Bank \| + 4 s \| \| 3e \| Gerald Ciolek \| Allemagne \| Omega Pharma-Quick Step \| + 6 s \| \| 4e \| Enrique Sanz \| Espagne \| Movistar Team \| + 10 s \| \| 5e \| Cyril Lemoine \| France \| Saur-Sojasun \| + 10 s \| \| 6e \| Koldo Fernández \| Espagne \| Garmin-Sharp \| + 10 s \| \| 7e \| Kévin Réza \| France \| Team Europcar \| + 10 s \| \| 8e \| André Schulze \| Allemagne \| NetApp \| + 10 s \| \| 9e \| Eugenio Alafaci \| Italie \| Leopard-Trek Continental \| + 10 s \| \| 10e \| Moreno Hofland \| Pays-Bas \| Rabobank Continental \| + 10 s \| |                       |             |                          |                 |
| |                       |             |                          |                 |
| Sources : ProCyclingStats Cycling Archives |                       |             |                          |                 |
| Classement général |                       |             |                          |                 |
| Coureur | Coureur               | Pays        | Équipe                   | Temps           |
| 1er | Yauheni Hutarovich    | Biélorussie | FDJ-BigMat               | 3 h 37 min 23 s |
| 2e | Lucas Sebastián Haedo | Argentine   | Saxo Bank-Tinkoff Bank   | + 4 s           |
| 3e | Gerald Ciolek         | Allemagne   | Omega Pharma-Quick Step  | + 6 s           |
| 4e | Enrique Sanz          | Espagne     | Movistar Team            | + 10 s          |
| 5e | Cyril Lemoine         | France      | Saur-Sojasun             | + 10 s          |
| 6e | Koldo Fernández       | Espagne     | Garmin-Sharp             | + 10 s          |
| 7e | Kévin Réza            | France      | Team Europcar            | + 10 s          |
| 8e | André Schulze         | Allemagne   | NetApp                   | + 10 s          |
| 9e | Eugenio Alafaci       | Italie      | Leopard-Trek Continental | + 10 s          |
| 10e | Moreno Hofland        | Pays-Bas    | Rabobank Continental     | + 10 s          |

### 2ea étape
| \| Classement de l'étape \| Classement de l'étape \| Classement de l'étape \| Classement de l'étape \| Classement de l'étape \| \| Coureur \| Coureur \| Pays \| Équipe \| Temps \| \| --------------------- \| --------------------- \| --------------------- \| ------------------------ \| --------------------- \| \| 1er \| Yauheni Hutarovich \| Biélorussie \| FDJ-BigMat \| 1 h 51 min 31 s \| \| 2e \| André Schulze \| Allemagne \| NetApp \| + 0 s \| \| 3e \| Sébastien Chavanel \| France \| Team Europcar \| + 0 s \| \| 4e \| Koldo Fernández \| Espagne \| Garmin-Sharp \| + 0 s \| \| 5e \| Lucas Sebastián Haedo \| Argentine \| Saxo Bank-Tinkoff Bank \| + 0 s \| \| 6e \| Enrique Sanz \| Espagne \| Movistar Team \| + 0 s \| \| 7e \| Benjamin Giraud \| France \| La Pomme Marseille \| + 0 s \| \| 8e \| Cyril Lemoine \| France \| Saur-Sojasun \| + 0 s \| \| 9e \| Giorgio Brambilla \| Italie \| Leopard-Trek Continental \| + 0 s \| \| 10e \| Clément Koretzky \| France \| La Pomme Marseille \| + 0 s \| |                       |             |                          |                 |
| |                       |             |                          |                 |
| Sources : ProCyclingStats Cycling Archives |                       |             |                          |                 |
| Classement de l'étape |                       |             |                          |                 |
| Coureur | Coureur               | Pays        | Équipe                   | Temps           |
| 1er | Yauheni Hutarovich    | Biélorussie | FDJ-BigMat               | 1 h 51 min 31 s |
| 2e | André Schulze         | Allemagne   | NetApp                   | + 0 s           |
| 3e | Sébastien Chavanel    | France      | Team Europcar            | + 0 s           |
| 4e | Koldo Fernández       | Espagne     | Garmin-Sharp             | + 0 s           |
| 5e | Lucas Sebastián Haedo | Argentine   | Saxo Bank-Tinkoff Bank   | + 0 s           |
| 6e | Enrique Sanz          | Espagne     | Movistar Team            | + 0 s           |
| 7e | Benjamin Giraud       | France      | La Pomme Marseille       | + 0 s           |
| 8e | Cyril Lemoine         | France      | Saur-Sojasun             | + 0 s           |
| 9e | Giorgio Brambilla     | Italie      | Leopard-Trek Continental | + 0 s           |
| 10e | Clément Koretzky      | France      | La Pomme Marseille       | + 0 s           |

| \| Classement général \| Classement général \| Classement général \| Classement général \| Classement général \| \| Coureur \| Coureur \| Pays \| Équipe \| Temps \| \| ------------------ \| --------------------- \| ------------------ \| ------------------------ \| ------------------ \| \| 1er \| Yauheni Hutarovich \| Biélorussie \| FDJ-BigMat \| 5 h 28 min 38 s \| \| 2e \| Lucas Sebastián Haedo \| Argentine \| Saxo Bank-Tinkoff Bank \| + 10 s \| \| 3e \| André Schulze \| Allemagne \| NetApp \| + 12 s \| \| 4e \| Sébastien Chavanel \| France \| Team Europcar \| + 14 s \| \| 5e \| Koldo Fernández \| Espagne \| Garmin-Sharp \| + 16 s \| \| 6e \| Enrique Sanz \| Espagne \| Movistar Team \| + 16 s \| \| 7e \| Cyril Lemoine \| France \| Saur-Sojasun \| + 16 s \| \| 8e \| Eugenio Alafaci \| Italie \| Leopard-Trek Continental \| + 16 s \| \| 9e \| Michel Kreder \| Pays-Bas \| Garmin-Sharp \| + 16 s \| \| 10e \| Clément Koretzky \| France \| La Pomme Marseille \| + 16 s \| |                       |             |                          |                 |
| |                       |             |                          |                 |
| Sources : ProCyclingStats Cycling Archives |                       |             |                          |                 |
| Classement général |                       |             |                          |                 |
| Coureur | Coureur               | Pays        | Équipe                   | Temps           |
| 1er | Yauheni Hutarovich    | Biélorussie | FDJ-BigMat               | 5 h 28 min 38 s |
| 2e | Lucas Sebastián Haedo | Argentine   | Saxo Bank-Tinkoff Bank   | + 10 s          |
| 3e | André Schulze         | Allemagne   | NetApp                   | + 12 s          |
| 4e | Sébastien Chavanel    | France      | Team Europcar            | + 14 s          |
| 5e | Koldo Fernández       | Espagne     | Garmin-Sharp             | + 16 s          |
| 6e | Enrique Sanz          | Espagne     | Movistar Team            | + 16 s          |
| 7e | Cyril Lemoine         | France      | Saur-Sojasun             | + 16 s          |
| 8e | Eugenio Alafaci       | Italie      | Leopard-Trek Continental | + 16 s          |
| 9e | Michel Kreder         | Pays-Bas    | Garmin-Sharp             | + 16 s          |
| 10e | Clément Koretzky      | France      | La Pomme Marseille       | + 16 s          |

### 2eb étape
| \| Classement de l'étape \| Classement de l'étape \| Classement de l'étape \| Classement de l'étape \| Classement de l'étape \| \| Coureur \| Coureur \| Pays \| Équipe \| Temps \| \| --------------------- \| ------------------------- \| --------------------- \| --------------------- \| --------------------- \| \| 1re \| Omega Pharma-Quick Step \| \| \| 12 min 02 s \| \| 2e \| NetApp \| \| \| + 4 s \| \| 3e \| Saxo Bank-Tinkoff Bank \| \| \| + 12 s \| \| 4e \| Garmin-Sharp \| \| \| + 14 s \| \| 5e \| Saur-Sojasun \| \| \| + 15 s \| \| 6e \| Leopard-Trek Continental \| \| \| + 16 s \| \| 7e \| Movistar Team \| \| \| + 16 s \| \| 8e \| Rabobank Continental Team \| \| \| + 17 s \| \| 9e \| Vacansoleil - DCM \| \| \| + 18 s \| \| 10e \| Team Europcar \| \| \| + 22 s \| |                           |      |        |             |
| |                           |      |        |             |
| Sources : ProCyclingStats Cycling Archives |                           |      |        |             |
| Classement de l'étape |                           |      |        |             |
| Coureur | Coureur                   | Pays | Équipe | Temps       |
| 1re | Omega Pharma-Quick Step   |      |        | 12 min 02 s |
| 2e | NetApp                    |      |        | + 4 s       |
| 3e | Saxo Bank-Tinkoff Bank    |      |        | + 12 s      |
| 4e | Garmin-Sharp              |      |        | + 14 s      |
| 5e | Saur-Sojasun              |      |        | + 15 s      |
| 6e | Leopard-Trek Continental  |      |        | + 16 s      |
| 7e | Movistar Team             |      |        | + 16 s      |
| 8e | Rabobank Continental Team |      |        | + 17 s      |
| 9e | Vacansoleil - DCM         |      |        | + 18 s      |
| 10e | Team Europcar             |      |        | + 22 s      |

| \| Classement général \| Classement général \| Classement général \| Classement général \| Classement général \| \| Coureur \| Coureur \| Pays \| Équipe \| Temps \| \| ------------------ \| --------------------- \| ------------------ \| ----------------------- \| ------------------ \| \| 1er \| André Schulze \| Allemagne \| NetApp \| 5 h 40 min 56 s \| \| 2e \| Dario Cataldo \| Italie \| Omega Pharma-Quick Step \| + 0 s \| \| 3e \| Serge Pauwels \| Belgique \| Omega Pharma-Quick Step \| + 0 s \| \| 4e \| Kristof Vandewalle \| Belgique \| Omega Pharma-Quick Step \| + 0 s \| \| 5e \| Matthias Brändle \| Autriche \| NetApp \| + 4 s \| \| 6e \| Jan Bárta \| Tchéquie \| NetApp \| + 4 s \| \| 7e \| Blaž Jarc \| Slovénie \| NetApp \| + 4 s \| \| 8e \| Lucas Sebastián Haedo \| Argentine \| Saxo Bank-Tinkoff Bank \| + 6 s \| \| 9e \| Yauheni Hutarovich \| Biélorussie \| FDJ-BigMat \| + 6 s \| \| 10e \| Mads Christensen \| Danemark \| Saxo Bank-Tinkoff Bank \| + 12 s \| |                       |             |                         |                 |
| |                       |             |                         |                 |
| Sources : ProCyclingStats Cycling Archives |                       |             |                         |                 |
| Classement général |                       |             |                         |                 |
| Coureur | Coureur               | Pays        | Équipe                  | Temps           |
| 1er | André Schulze         | Allemagne   | NetApp                  | 5 h 40 min 56 s |
| 2e | Dario Cataldo         | Italie      | Omega Pharma-Quick Step | + 0 s           |
| 3e | Serge Pauwels         | Belgique    | Omega Pharma-Quick Step | + 0 s           |
| 4e | Kristof Vandewalle    | Belgique    | Omega Pharma-Quick Step | + 0 s           |
| 5e | Matthias Brändle      | Autriche    | NetApp                  | + 4 s           |
| 6e | Jan Bárta             | Tchéquie    | NetApp                  | + 4 s           |
| 7e | Blaž Jarc             | Slovénie    | NetApp                  | + 4 s           |
| 8e | Lucas Sebastián Haedo | Argentine   | Saxo Bank-Tinkoff Bank  | + 6 s           |
| 9e | Yauheni Hutarovich    | Biélorussie | FDJ-BigMat              | + 6 s           |
| 10e | Mads Christensen      | Danemark    | Saxo Bank-Tinkoff Bank  | + 12 s          |

### 3eétape
| \| Classement de l'étape \| Classement de l'étape \| Classement de l'étape \| Classement de l'étape \| Classement de l'étape \| \| Coureur \| Coureur \| Pays \| Équipe \| Temps \| \| --------------------- \| --------------------- \| --------------------- \| ----------------------- \| --------------------- \| \| 1er \| Daniel Navarro \| Espagne \| Saxo Bank-Tinkoff Bank \| 3 h 47 min 06 s \| \| 2e \| Alexey Lutsenko \| Kazakhstan \| Astana Continental \| + 15 s \| \| 3e \| Andrew Talansky \| États-Unis \| Garmin-Sharp \| + 15 s \| \| 4e \| Dario Cataldo \| Italie \| Omega Pharma-Quick Step \| + 15 s \| \| 5e \| Jérôme Coppel \| France \| Saur-Sojasun \| + 15 s \| \| 6e \| Guillaume Bonnafond \| France \| AG2R La Mondiale \| + 15 s \| \| 7e \| Sergio Pardilla \| Espagne \| Movistar Team \| + 15 s \| \| 8e \| Daan Olivier \| Pays-Bas \| Rabobank Continental \| + 15 s \| \| 9e \| Serge Pauwels \| Belgique \| Omega Pharma-Quick Step \| + 15 s \| \| 10e \| Mads Christensen \| Danemark \| Saxo Bank-Tinkoff Bank \| + 15 s \| |                     |            |                         |                 |
| |                     |            |                         |                 |
| Sources : ProCyclingStats Cycling Archives |                     |            |                         |                 |
| Classement de l'étape |                     |            |                         |                 |
| Coureur | Coureur             | Pays       | Équipe                  | Temps           |
| 1er | Daniel Navarro      | Espagne    | Saxo Bank-Tinkoff Bank  | 3 h 47 min 06 s |
| 2e | Alexey Lutsenko     | Kazakhstan | Astana Continental      | + 15 s          |
| 3e | Andrew Talansky     | États-Unis | Garmin-Sharp            | + 15 s          |
| 4e | Dario Cataldo       | Italie     | Omega Pharma-Quick Step | + 15 s          |
| 5e | Jérôme Coppel       | France     | Saur-Sojasun            | + 15 s          |
| 6e | Guillaume Bonnafond | France     | AG2R La Mondiale        | + 15 s          |
| 7e | Sergio Pardilla     | Espagne    | Movistar Team           | + 15 s          |
| 8e | Daan Olivier        | Pays-Bas   | Rabobank Continental    | + 15 s          |
| 9e | Serge Pauwels       | Belgique   | Omega Pharma-Quick Step | + 15 s          |
| 10e | Mads Christensen    | Danemark   | Saxo Bank-Tinkoff Bank  | + 15 s          |

| \| Classement général \| Classement général \| Classement général \| Classement général \| Classement général \| \| Coureur \| Coureur \| Pays \| Équipe \| Temps \| \| ------------------ \| ------------------ \| ------------------ \| ----------------------- \| ------------------ \| \| 1er \| Daniel Navarro \| Espagne \| Saxo Bank-Tinkoff Bank \| 9 h 28 min 04 s \| \| 2e \| Dario Cataldo \| Italie \| Omega Pharma-Quick Step \| + 13 s \| \| 3e \| Serge Pauwels \| Belgique \| Omega Pharma-Quick Step \| + 13 s \| \| 4e \| Andrew Talansky \| États-Unis \| Garmin-Sharp \| + 23 s \| \| 5e \| Mads Christensen \| Danemark \| Saxo Bank-Tinkoff Bank \| + 25 s \| \| 6e \| Jérôme Coppel \| France \| Saur-Sojasun \| + 28 s \| \| 7e \| Sergio Pardilla \| Espagne \| Movistar Team \| + 29 s \| \| 8e \| Daan Olivier \| Pays-Bas \| Rabobank Continental \| + 30 s \| \| 9e \| Matthias Brändle \| Autriche \| NetApp \| + 31 s \| \| 10e \| Alexey Lutsenko \| Kazakhstan \| Astana Continental \| + 33 s \| |                  |            |                         |                 |
| |                  |            |                         |                 |
| Sources : ProCyclingStats Cycling Archives |                  |            |                         |                 |
| Classement général |                  |            |                         |                 |
| Coureur | Coureur          | Pays       | Équipe                  | Temps           |
| 1er | Daniel Navarro   | Espagne    | Saxo Bank-Tinkoff Bank  | 9 h 28 min 04 s |
| 2e | Dario Cataldo    | Italie     | Omega Pharma-Quick Step | + 13 s          |
| 3e | Serge Pauwels    | Belgique   | Omega Pharma-Quick Step | + 13 s          |
| 4e | Andrew Talansky  | États-Unis | Garmin-Sharp            | + 23 s          |
| 5e | Mads Christensen | Danemark   | Saxo Bank-Tinkoff Bank  | + 25 s          |
| 6e | Jérôme Coppel    | France     | Saur-Sojasun            | + 28 s          |
| 7e | Sergio Pardilla  | Espagne    | Movistar Team           | + 29 s          |
| 8e | Daan Olivier     | Pays-Bas   | Rabobank Continental    | + 30 s          |
| 9e | Matthias Brändle | Autriche   | NetApp                  | + 31 s          |
| 10e | Alexey Lutsenko  | Kazakhstan | Astana Continental      | + 33 s          |

### 4eétape
| \| Classement de l'étape \| Classement de l'étape \| Classement de l'étape \| Classement de l'étape \| Classement de l'étape \| \| Coureur \| Coureur \| Pays \| Équipe \| Temps \| \| --------------------- \| --------------------- \| --------------------- \| --------------------------- \| --------------------- \| \| 1er \| Andrew Talansky \| États-Unis \| Garmin-Sharp \| 3 h 47 min 46 s \| \| 2e \| Rafał Majka \| Pologne \| Saxo Bank-Tinkoff Bank \| + 0 s \| \| 3e \| Sergio Pardilla \| Espagne \| Movistar Team \| + 0 s \| \| 4e \| Beñat Intxausti \| Espagne \| Movistar Team \| + 17 s \| \| 5e \| John Gadret \| France \| AG2R La Mondiale \| + 46 s \| \| 6e \| Warren Barguil \| France \| France espoirs \| + 50 s \| \| 7e \| Guillaume Bonnafond \| France \| AG2R La Mondiale \| + 51 s \| \| 8e \| Yoann Bagot \| France \| Cofidis, le Crédit en Ligne \| + 51 s \| \| 9e \| Daan Olivier \| Pays-Bas \| Rabobank Continental \| + 51 s \| \| 10e \| Juan Ernesto Chamorro \| Colombie \| Colombie espoirs \| + 51 s \| |                       |            |                             |                 |
| |                       |            |                             |                 |
| Sources : ProCyclingStats Cycling Archives |                       |            |                             |                 |
| Classement de l'étape |                       |            |                             |                 |
| Coureur | Coureur               | Pays       | Équipe                      | Temps           |
| 1er | Andrew Talansky       | États-Unis | Garmin-Sharp                | 3 h 47 min 46 s |
| 2e | Rafał Majka           | Pologne    | Saxo Bank-Tinkoff Bank      | + 0 s           |
| 3e | Sergio Pardilla       | Espagne    | Movistar Team               | + 0 s           |
| 4e | Beñat Intxausti       | Espagne    | Movistar Team               | + 17 s          |
| 5e | John Gadret           | France     | AG2R La Mondiale            | + 46 s          |
| 6e | Warren Barguil        | France     | France espoirs              | + 50 s          |
| 7e | Guillaume Bonnafond   | France     | AG2R La Mondiale            | + 51 s          |
| 8e | Yoann Bagot           | France     | Cofidis, le Crédit en Ligne | + 51 s          |
| 9e | Daan Olivier          | Pays-Bas   | Rabobank Continental        | + 51 s          |
| 10e | Juan Ernesto Chamorro | Colombie   | Colombie espoirs            | + 51 s          |

| \| Classement général \| Classement général \| Classement général \| Classement général \| Classement général \| \| Coureur \| Coureur \| Pays \| Équipe \| Temps \| \| ------------------ \| --------------------- \| ------------------ \| --------------------------- \| ------------------ \| \| 1er \| Andrew Talansky \| États-Unis \| Garmin-Sharp \| 13 h 16 min 03 s \| \| 2e \| Sergio Pardilla \| Espagne \| Movistar Team \| + 12 s \| \| 3e \| Daniel Navarro \| Espagne \| Saxo Bank-Tinkoff Bank \| + 38 s \| \| 4e \| Mads Christensen \| Danemark \| Saxo Bank-Tinkoff Bank \| + 1 min 03 s \| \| 5e \| Daan Olivier \| Pays-Bas \| Rabobank Continental \| + 1 min 08 s \| \| 6e \| Jérôme Coppel \| France \| Saur-Sojasun \| + 1 min 17 s \| \| 7e \| Guillaume Bonnafond \| France \| AG2R La Mondiale \| + 1 min 21 s \| \| 8e \| Yoann Bagot \| France \| Cofidis, le Crédit en Ligne \| + 1 min 31 s \| \| 9e \| Serge Pauwels \| Belgique \| Omega Pharma-Quick Step \| + 1 min 37 s \| \| 10e \| Juan Ernesto Chamorro \| Colombie \| Colombie espoirs \| + 1 min 54 s \| |                       |            |                             |                  |
| |                       |            |                             |                  |
| Sources : ProCyclingStats Cycling Archives |                       |            |                             |                  |
| Classement général |                       |            |                             |                  |
| Coureur | Coureur               | Pays       | Équipe                      | Temps            |
| 1er | Andrew Talansky       | États-Unis | Garmin-Sharp                | 13 h 16 min 03 s |
| 2e | Sergio Pardilla       | Espagne    | Movistar Team               | + 12 s           |
| 3e | Daniel Navarro        | Espagne    | Saxo Bank-Tinkoff Bank      | + 38 s           |
| 4e | Mads Christensen      | Danemark   | Saxo Bank-Tinkoff Bank      | + 1 min 03 s     |
| 5e | Daan Olivier          | Pays-Bas   | Rabobank Continental        | + 1 min 08 s     |
| 6e | Jérôme Coppel         | France     | Saur-Sojasun                | + 1 min 17 s     |
| 7e | Guillaume Bonnafond   | France     | AG2R La Mondiale            | + 1 min 21 s     |
| 8e | Yoann Bagot           | France     | Cofidis, le Crédit en Ligne | + 1 min 31 s     |
| 9e | Serge Pauwels         | Belgique   | Omega Pharma-Quick Step     | + 1 min 37 s     |
| 10e | Juan Ernesto Chamorro | Colombie   | Colombie espoirs            | + 1 min 54 s     |

### 5eétape
| \| Classement de l'étape \| Classement de l'étape \| Classement de l'étape \| Classement de l'étape \| Classement de l'étape \| \| Coureur \| Coureur \| Pays \| Équipe \| Temps \| \| --------------------- \| ------------------------ \| --------------------- \| --------------------------- \| --------------------- \| \| 1er \| Thibaut Pinot \| France \| FDJ-BigMat \| 3 h 34 min 36 s \| \| 2e \| Romain Bardet \| France \| AG2R La Mondiale \| + 43 s \| \| 3e \| Pierre Rolland \| France \| Team Europcar \| + 1 min 50 s \| \| 4e \| David Moncoutié \| France \| Cofidis, le Crédit en Ligne \| + 1 min 50 s \| \| 5e \| John Gadret \| France \| AG2R La Mondiale \| + 1 min 50 s \| \| 6e \| Mickaël Buffaz \| France \| Cofidis, le Crédit en Ligne \| + 1 min 50 s \| \| 7e \| Rubén Plaza \| Espagne \| Movistar Team \| + 1 min 50 s \| \| 8e \| Jesús Hernández Blázquez \| Espagne \| Saxo Bank-Tinkoff Bank \| + 1 min 50 s \| \| 9e \| Andrew Talansky \| États-Unis \| Garmin-Sharp \| + 1 min 50 s \| \| 10e \| Sergio Pardilla \| Espagne \| Movistar Team \| + 1 min 50 s \| |                          |            |                             |                 |
| |                          |            |                             |                 |
| Sources : ProCyclingStats Cycling Archives |                          |            |                             |                 |
| Classement de l'étape |                          |            |                             |                 |
| Coureur | Coureur                  | Pays       | Équipe                      | Temps           |
| 1er | Thibaut Pinot            | France     | FDJ-BigMat                  | 3 h 34 min 36 s |
| 2e | Romain Bardet            | France     | AG2R La Mondiale            | + 43 s          |
| 3e | Pierre Rolland           | France     | Team Europcar               | + 1 min 50 s    |
| 4e | David Moncoutié          | France     | Cofidis, le Crédit en Ligne | + 1 min 50 s    |
| 5e | John Gadret              | France     | AG2R La Mondiale            | + 1 min 50 s    |
| 6e | Mickaël Buffaz           | France     | Cofidis, le Crédit en Ligne | + 1 min 50 s    |
| 7e | Rubén Plaza              | Espagne    | Movistar Team               | + 1 min 50 s    |
| 8e | Jesús Hernández Blázquez | Espagne    | Saxo Bank-Tinkoff Bank      | + 1 min 50 s    |
| 9e | Andrew Talansky          | États-Unis | Garmin-Sharp                | + 1 min 50 s    |
| 10e | Sergio Pardilla          | Espagne    | Movistar Team               | + 1 min 50 s    |

| \| Classement général \| Classement général \| Classement général \| Classement général \| Classement général \| \| Coureur \| Coureur \| Pays \| Équipe \| Temps \| \| ------------------ \| --------------------- \| ------------------ \| --------------------------- \| ------------------ \| \| 1er \| Andrew Talansky \| États-Unis \| Garmin-Sharp \| 16 h 52 min 29 s \| \| 2e \| Sergio Pardilla \| Espagne \| Movistar Team \| + 12 s \| \| 3e \| Daniel Navarro \| Espagne \| Saxo Bank-Tinkoff Bank \| + 38 s \| \| 4e \| Daan Olivier \| Pays-Bas \| Rabobank Continental \| + 1 min 08 s \| \| 5e \| Jérôme Coppel \| France \| Saur-Sojasun \| + 1 min 22 s \| \| 6e \| Mads Christensen \| Danemark \| Saxo Bank-Tinkoff Bank \| + 4 min 10 s \| \| 7e \| Guillaume Bonnafond \| France \| AG2R La Mondiale \| + 4 min 28 s \| \| 8e \| Yoann Bagot \| France \| Cofidis, le Crédit en Ligne \| + 4 min 38 s \| \| 9e \| Serge Pauwels \| Belgique \| Omega Pharma-Quick Step \| + 4 min 44 s \| \| 10e \| Juan Ernesto Chamorro \| Colombie \| Colombie espoirs \| + 5 min 01 s \| |                       |            |                             |                  |
| |                       |            |                             |                  |
| Sources : ProCyclingStats Cycling Archives |                       |            |                             |                  |
| Classement général |                       |            |                             |                  |
| Coureur | Coureur               | Pays       | Équipe                      | Temps            |
| 1er | Andrew Talansky       | États-Unis | Garmin-Sharp                | 16 h 52 min 29 s |
| 2e | Sergio Pardilla       | Espagne    | Movistar Team               | + 12 s           |
| 3e | Daniel Navarro        | Espagne    | Saxo Bank-Tinkoff Bank      | + 38 s           |
| 4e | Daan Olivier          | Pays-Bas   | Rabobank Continental        | + 1 min 08 s     |
| 5e | Jérôme Coppel         | France     | Saur-Sojasun                | + 1 min 22 s     |
| 6e | Mads Christensen      | Danemark   | Saxo Bank-Tinkoff Bank      | + 4 min 10 s     |
| 7e | Guillaume Bonnafond   | France     | AG2R La Mondiale            | + 4 min 28 s     |
| 8e | Yoann Bagot           | France     | Cofidis, le Crédit en Ligne | + 4 min 38 s     |
| 9e | Serge Pauwels         | Belgique   | Omega Pharma-Quick Step     | + 4 min 44 s     |
| 10e | Juan Ernesto Chamorro | Colombie   | Colombie espoirs            | + 5 min 01 s     |

## Classements finals

### Classement général
| \| Classement général \| Classement général \| Classement général \| Classement général \| Classement général \| \| Coureur \| Coureur \| Pays \| Équipe \| Temps \| \| ------------------ \| --------------------- \| ------------------ \| --------------------------- \| ------------------ \| \| 1er \| Andrew Talansky \| États-Unis \| Garmin-Sharp \| 16 h 52 min 29 s \| \| 2e \| Sergio Pardilla \| Espagne \| Movistar Team \| + 12 s \| \| 3e \| Daniel Navarro \| Espagne \| Saxo Bank-Tinkoff Bank \| + 38 s \| \| 4e \| Daan Olivier \| Pays-Bas \| Rabobank Continental \| + 1 min 08 s \| \| 5e \| Jérôme Coppel \| France \| Saur-Sojasun \| + 1 min 22 s \| \| 6e \| Mads Christensen \| Danemark \| Saxo Bank-Tinkoff Bank \| + 4 min 10 s \| \| 7e \| Guillaume Bonnafond \| France \| AG2R La Mondiale \| + 4 min 28 s \| \| 8e \| Yoann Bagot \| France \| Cofidis, le Crédit en Ligne \| + 4 min 38 s \| \| 9e \| Serge Pauwels \| Belgique \| Omega Pharma-Quick Step \| + 4 min 44 s \| \| 10e \| Juan Ernesto Chamorro \| Colombie \| Colombie espoirs \| + 5 min 01 s \| |                       |            |                             |                  |
| |                       |            |                             |                  |
| Sources : ProCyclingStats Cycling Archives |                       |            |                             |                  |
| Classement général |                       |            |                             |                  |
| Coureur | Coureur               | Pays       | Équipe                      | Temps            |
| 1er | Andrew Talansky       | États-Unis | Garmin-Sharp                | 16 h 52 min 29 s |
| 2e | Sergio Pardilla       | Espagne    | Movistar Team               | + 12 s           |
| 3e | Daniel Navarro        | Espagne    | Saxo Bank-Tinkoff Bank      | + 38 s           |
| 4e | Daan Olivier          | Pays-Bas   | Rabobank Continental        | + 1 min 08 s     |
| 5e | Jérôme Coppel         | France     | Saur-Sojasun                | + 1 min 22 s     |
| 6e | Mads Christensen      | Danemark   | Saxo Bank-Tinkoff Bank      | + 4 min 10 s     |
| 7e | Guillaume Bonnafond   | France     | AG2R La Mondiale            | + 4 min 28 s     |
| 8e | Yoann Bagot           | France     | Cofidis, le Crédit en Ligne | + 4 min 38 s     |
| 9e | Serge Pauwels         | Belgique   | Omega Pharma-Quick Step     | + 4 min 44 s     |
| 10e | Juan Ernesto Chamorro | Colombie   | Colombie espoirs            | + 5 min 01 s     |

### Classements annexes
| Classement par points | Classement par points | Classement par points | Classement par points  | Classement par points |
| Coureur               | Coureur               | Pays                  | Équipe                 | Points                |
| --------------------- | --------------------- | --------------------- | ---------------------- | --------------------- |
| 1er                   | Andrew Talansky       | États-Unis            | Garmin-Sharp           | 52 pts                |
| 2e                    | Daniel Navarro        | Espagne               | Saxo Bank-Tinkoff Bank | 35 pts                |
| 3e                    | Sergio Pardilla       | Espagne               | Movistar Team          | 31 pts                |
| 4e                    | Thibaut Pinot         | France                | FDJ-BigMat             | 26 pts                |
| 5e                    | Alexey Lutsenko       | Kazakhstan            | Astana Continental     | 25 pts                |
| 6e                    | John Gadret           | France                | AG2R La Mondiale       | 24 pts                |
| 7e                    | Rafał Majka           | Pologne               | Saxo Bank-Tinkoff Bank | 22 pts                |
| 8e                    | Romain Bardet         | France                | AG2R La Mondiale       | 21 pts                |
| 9e                    | Daan Olivier          | Pays-Bas              | Rabobank Continental   | 19 pts                |
| 10e                   | Guillaume Bonnafond   | France                | AG2R La Mondiale       | 19 pts                |

| Classement par points | Classement par points | Classement par points | Classement par points  | Classement par points |
| Coureur               | Coureur               | Pays                  | Équipe                 | Points                |
| --------------------- | --------------------- | --------------------- | ---------------------- | --------------------- |
| 1er                   | Andrew Talansky       | États-Unis            | Garmin-Sharp           | 52 pts                |
| 2e                    | Daniel Navarro        | Espagne               | Saxo Bank-Tinkoff Bank | 35 pts                |
| 3e                    | Sergio Pardilla       | Espagne               | Movistar Team          | 31 pts                |
| 4e                    | Thibaut Pinot         | France                | FDJ-BigMat             | 26 pts                |
| 5e                    | Alexey Lutsenko       | Kazakhstan            | Astana Continental     | 25 pts                |
| 6e                    | John Gadret           | France                | AG2R La Mondiale       | 24 pts                |
| 7e                    | Rafał Majka           | Pologne               | Saxo Bank-Tinkoff Bank | 22 pts                |
| 8e                    | Romain Bardet         | France                | AG2R La Mondiale       | 21 pts                |
| 9e                    | Daan Olivier          | Pays-Bas              | Rabobank Continental   | 19 pts                |
| 10e                   | Guillaume Bonnafond   | France                | AG2R La Mondiale       | 19 pts                |

| Classement de la montagne | Classement de la montagne | Classement de la montagne | Classement de la montagne   | Classement de la montagne |
| Coureur                   | Coureur                   | Pays                      | Équipe                      | Points                    |
| ------------------------- | ------------------------- | ------------------------- | --------------------------- | ------------------------- |
| 1er                       | Rudy Molard               | France                    | Cofidis, le Crédit en Ligne | 37 pts                    |
| 2e                        | Thibaut Pinot             | France                    | FDJ-BigMat                  | 36 pts                    |
| 3e                        | Alexandr Pliuschin        | Moldavie                  | Leopard-Trek Continental    | 25 pts                    |
| 4e                        | Alexey Lutsenko           | Kazakhstan                | Astana Continental          | 25 pts                    |
| 5e                        | David Moncoutié           | France                    | Cofidis, le Crédit en Ligne | 20 pts                    |
| 6e                        | Andrew Talansky           | États-Unis                | Garmin-Sharp                | 18 pts                    |
| 7e                        | Juan Ernesto Chamorro     | Colombie                  | Colombie espoirs            | 17 pts                    |
| 8e                        | Rafał Majka               | Pologne                   | Saxo Bank-Tinkoff Bank      | 17 pts                    |
| 9e                        | Jesús Hernández Blázquez  | Espagne                   | Saxo Bank-Tinkoff Bank      | 16 pts                    |
| 10e                       | Romain Bardet             | France                    | AG2R La Mondiale            | 15 pts                    |

| Classement de la montagne | Classement de la montagne | Classement de la montagne | Classement de la montagne   | Classement de la montagne |
| Coureur                   | Coureur                   | Pays                      | Équipe                      | Points                    |
| ------------------------- | ------------------------- | ------------------------- | --------------------------- | ------------------------- |
| 1er                       | Rudy Molard               | France                    | Cofidis, le Crédit en Ligne | 37 pts                    |
| 2e                        | Thibaut Pinot             | France                    | FDJ-BigMat                  | 36 pts                    |
| 3e                        | Alexandr Pliuschin        | Moldavie                  | Leopard-Trek Continental    | 25 pts                    |
| 4e                        | Alexey Lutsenko           | Kazakhstan                | Astana Continental          | 25 pts                    |
| 5e                        | David Moncoutié           | France                    | Cofidis, le Crédit en Ligne | 20 pts                    |
| 6e                        | Andrew Talansky           | États-Unis                | Garmin-Sharp                | 18 pts                    |
| 7e                        | Juan Ernesto Chamorro     | Colombie                  | Colombie espoirs            | 17 pts                    |
| 8e                        | Rafał Majka               | Pologne                   | Saxo Bank-Tinkoff Bank      | 17 pts                    |
| 9e                        | Jesús Hernández Blázquez  | Espagne                   | Saxo Bank-Tinkoff Bank      | 16 pts                    |
| 10e                       | Romain Bardet             | France                    | AG2R La Mondiale            | 15 pts                    |

| Classement du meilleur jeune | Classement du meilleur jeune | Classement du meilleur jeune | Classement du meilleur jeune | Classement du meilleur jeune |
| Coureur                      | Coureur                      | Pays                         | Équipe                       | Temps                        |
| ---------------------------- | ---------------------------- | ---------------------------- | ---------------------------- | ---------------------------- |
| 1er                          | Daan Olivier                 | Pays-Bas                     | Rabobank Continental         | 16 h 53 min 37 s             |
| 2e                           | Juan Ernesto Chamorro        | Colombie                     | Colombie espoirs             | + 3 min 53 s                 |
| 3e                           | Alexey Lutsenko              | Kazakhstan                   | Astana Continental           | + 4 min 08 s                 |
| 4e                           | Jasper Bovenhuis             | Pays-Bas                     | Rabobank Continental         | + 19 min 30 s                |
| 5e                           | Romain Bardet                | France                       | AG2R La Mondiale             | + 21 min 58 s                |
| 6e                           | Daniil Fominykh              | Kazakhstan                   | Astana Continental           | + 26 min 04 s                |
| 7e                           | Antoine Lavieu               | France                       | France espoirs               | + 26 min 23 s                |
| 8e                           | Jan Hirt                     | Tchéquie                     | Leopard-Trek Continental     | + 26 min 27 s                |
| 9e                           | Nick van der Lijke           | Pays-Bas                     | Rabobank Continental         | + 26 min 51 s                |
| 10e                          | Thibaut Pinot                | France                       | FDJ-BigMat                   | + 27 min 06 s                |

| Classement du meilleur jeune | Classement du meilleur jeune | Classement du meilleur jeune | Classement du meilleur jeune | Classement du meilleur jeune |
| Coureur                      | Coureur                      | Pays                         | Équipe                       | Temps                        |
| ---------------------------- | ---------------------------- | ---------------------------- | ---------------------------- | ---------------------------- |
| 1er                          | Daan Olivier                 | Pays-Bas                     | Rabobank Continental         | 16 h 53 min 37 s             |
| 2e                           | Juan Ernesto Chamorro        | Colombie                     | Colombie espoirs             | + 3 min 53 s                 |
| 3e                           | Alexey Lutsenko              | Kazakhstan                   | Astana Continental           | + 4 min 08 s                 |
| 4e                           | Jasper Bovenhuis             | Pays-Bas                     | Rabobank Continental         | + 19 min 30 s                |
| 5e                           | Romain Bardet                | France                       | AG2R La Mondiale             | + 21 min 58 s                |
| 6e                           | Daniil Fominykh              | Kazakhstan                   | Astana Continental           | + 26 min 04 s                |
| 7e                           | Antoine Lavieu               | France                       | France espoirs               | + 26 min 23 s                |
| 8e                           | Jan Hirt                     | Tchéquie                     | Leopard-Trek Continental     | + 26 min 27 s                |
| 9e                           | Nick van der Lijke           | Pays-Bas                     | Rabobank Continental         | + 26 min 51 s                |
| 10e                          | Thibaut Pinot                | France                       | FDJ-BigMat                   | + 27 min 06 s                |

| Classement par équipes | Classement par équipes    | Classement par équipes | Classement par équipes |
| Équipe                 | Équipe                    | Pays                   | Temps                  |
| ---------------------- | ------------------------- | ---------------------- | ---------------------- |
| 1re                    | Saxo Bank-Tinkoff Bank    | Danemark               | 50 h 37 min 09 s       |
| 2e                     | Omega Pharma-Quick Step   | Belgique               | + 54 s                 |
| 3e                     | AG2R La Mondiale          | France                 | + 4 min 23 s           |
| 4e                     | Rabobank Continental Team | Pays-Bas               | + 17 min 27 s          |
| 5e                     | Movistar Team             | Espagne                | + 25 min 45 s          |

| Classement par équipes | Classement par équipes    | Classement par équipes | Classement par équipes |
| Équipe                 | Équipe                    | Pays                   | Temps                  |
| ---------------------- | ------------------------- | ---------------------- | ---------------------- |
| 1re                    | Saxo Bank-Tinkoff Bank    | Danemark               | 50 h 37 min 09 s       |
| 2e                     | Omega Pharma-Quick Step   | Belgique               | + 54 s                 |
| 3e                     | AG2R La Mondiale          | France                 | + 4 min 23 s           |
| 4e                     | Rabobank Continental Team | Pays-Bas               | + 17 min 27 s          |
| 5e                     | Movistar Team             | Espagne                | + 25 min 45 s          |

## Évolution des classements
| Étape              |                              | Vainqueur _             | Classement général | Classement par points | Meilleur grimpeur  | Meilleur jeune  | Meilleure équipe        |
| ------------------ | ---------------------------- | ----------------------- | ------------------ | --------------------- | ------------------ | --------------- | ----------------------- |
| 1re étape          |                              | Yauheni Hutarovich      | Yauheni Hutarovich | Yauheni Hutarovich    | Nicolas Bazin      | Eugenio Alafaci | Garmin-Sharp            |
| 2e a étape         |                              | Yauheni Hutarovich      | Yauheni Hutarovich | Yauheni Hutarovich    | Nicolas Bazin      | Eugenio Alafaci | FDJ-BigMat              |
| 2e b étape         | contre-la-montre par équipes | Omega Pharma-Quick Step | André Schulze      | Yauheni Hutarovich    | Nicolas Bazin      | Jesús Ezquerra  | Omega Pharma-Quick Step |
| 3e étape           |                              | Daniel Navarro          | Daniel Navarro     | Yauheni Hutarovich    | Alexey Lutsenko    | Daan Olivier    | Omega Pharma-Quick Step |
| 4e étape           |                              | Andrew Talansky         | Andrew Talansky    | Andrew Talansky       | Alexandr Pliuschin | Daan Olivier    | Movistar Team           |
| 5e étape           |                              | Thibaut Pinot           | Andrew Talansky    | Andrew Talansky       | Rudy Molard        | Daan Olivier    | Saxo Bank-Tinkoff Bank  |
| Classements finals | Classements finals           |                         | Andrew Talansky    | Andrew Talansky       | Rudy Molard        | Daan Olivier    | Saxo Bank-Tinkoff Bank  |

## Liste des participants
| Légende                             | Légende                                                                                                  | Légende                                | Légende                                                                                                  |
| ----------------------------------- | --- | -------------------------------------- | --- |
| Num                                 | Dossard de départ porté par le coureur sur ce Tour de l'Ain                                              | Pos                                    | Position finale au classement général                                                                    |
| Leader du classement général        | Indique le vainqueur du classement général                                                               | Leader du classement par points        | Indique le vainqueur du classement par points                                                            |
| Leader du classement de la montagne | Indique le vainqueur du classement de la montagne                                                        | Leader du classement du meilleur jeune | Indique le vainqueur du classement du meilleur jeune                                                     |
|                                     | Indique un maillot de champion national ou mondial, suivi de sa spécialité                               | #                                      | Indique la meilleure équipe                                                                              |
| NP                                  | Indique un coureur qui n'a pas pris le départ d'une étape, suivi du numéro de l'étape où il s'est retiré | AB                                     | Indique un coureur qui n'a pas terminé une étape, suivi du numéro de l'étape où il s'est retiré          |
| HD                                  | Indique un coureur qui a terminé une étape hors des délais, suivi du numéro de l'étape                   | *                                      | Indique un coureur en lice pour le classement du meilleur jeune (coureurs nés après le 1er janvier 1987) |

| Cofidis, le Crédit en Ligne COF | Cofidis, le Crédit en Ligne COF | Cofidis, le Crédit en Ligne COF |
| ------------------------------- | ------------------------------- | ------------------------------- |
| Num                             | Coureur                         | Pos                             |
| 1                               | David Moncoutié (FRA)           | 36e                             |
| 2                               | Rein Taaramäe (EST)             | AB-5                            |
| 3                               | Yoann Bagot (FRA)               | 8e                              |
| 4                               | Florent Barle (FRA)             | 64e                             |
| 5                               | Mickaël Buffaz (FRA)            | 24e                             |
| 6                               | Rudy Molard (FRA)               | 61e                             |
| 7                               | Jérémy Bescond (FRA)            | 77e                             |

| Garmin-Sharp GRS | Garmin-Sharp GRS          | Garmin-Sharp GRS |
| ---------------- | ------------------------- | ---------------- |
| Num              | Coureur                   | Pos              |
| 11               | Koldo Fernández (ESP)     | 76e              |
| 12               | Martijn Maaskant (NED)    | 70e              |
| 13               | Michel Kreder (NED)       | 27e              |
| 14               | Christophe Le Mével (FRA) | 25e              |
| 15               | Thomas Peterson (USA)     | 80e              |
| 16               | Andrew Talansky (USA)     | 1er              |
| 17               | Fabian Wegmann (GER)      | 59e              |

| Vacansoleil-DCM VCD | Vacansoleil-DCM VCD      | Vacansoleil-DCM VCD |
| ------------------- | ------------------------ | ------------------- |
| Num                 | Coureur                  | Pos                 |
| 21                  | Romain Feillu (FRA)      | AB-5                |
| 22                  | Johnny Hoogerland (NED)  | AB-3                |
| 23                  | Maurits Lammertink (NED) | 42e                 |
| 24                  | Tomasz Marczyński (POL)  | 37e                 |
| 25                  | Bert-Jan Lindeman (NED)  | 40e                 |
| 26                  | Rob Ruijgh (NED)         | 39e                 |
| 27                  | Mirko Selvaggi (ITA)     | 47e                 |

| FDJ-BigMat FDJ | FDJ-BigMat FDJ           | FDJ-BigMat FDJ |
| -------------- | ------------------------ | -------------- |
| Num            | Coureur                  | Pos            |
| 31             | Sandy Casar (FRA)        | AB-4           |
| 32             | Pierrick Fédrigo (FRA)   | 68e            |
| 33             | Yauheni Hutarovich (BLR) | AB-5           |
| 34             | Cédric Pineau (FRA)      | 16e            |
| 35             | Thibaut Pinot (FRA)      | 35e            |
| 36             | Arthur Vichot (FRA)      | 86e            |
| 37             | Francis Mourey (FRA)     | AB-5           |

| AG2R La Mondiale ALM | AG2R La Mondiale ALM      | AG2R La Mondiale ALM |
| -------------------- | ------------------------- | -------------------- |
| Num                  | Coureur                   | Pos                  |
| 41                   | Romain Bardet (FRA)       | 20e                  |
| 42                   | Guillaume Bonnafond (FRA) | 7e                   |
| 43                   | Maxime Bouet (FRA)        | 44e                  |
| 44                   | Anthony Ravard (FRA)      | AB-3                 |
| 45                   | John Gadret (FRA)         | 21e                  |
| 46                   | Sébastien Minard (FRA)    | 75e                  |
| 47                   | Julien Bérard (FRA)       | AB-4                 |

| Omega Pharma-Quick Step OPQ | Omega Pharma-Quick Step OPQ | Omega Pharma-Quick Step OPQ |
| --------------------------- | --------------------------- | --------------------------- |
| Num                         | Coureur                     | Pos                         |
| 51                          | Dario Cataldo (ITA)         | 18e                         |
| 52                          | Gerald Ciolek (GER)         | 45e                         |
| 53                          | Andrew Fenn (GBR)           | 83e                         |
| 54                          | Serge Pauwels (BEL)         | 9e                          |
| 55                          | František Raboň (CZE)       | 84e                         |
| 56                          | Kristof Vandewalle (BEL)    | 50e                         |
| 57                          | Nikolas Maes (BEL)          | 33e                         |

| Saxo Bank-Tinkoff Bank STB | Saxo Bank-Tinkoff Bank STB     | Saxo Bank-Tinkoff Bank STB |
| -------------------------- | ------------------------------ | -------------------------- |
| Num                        | Coureur                        | Pos                        |
| 61                         | Juan José Haedo (ARG)          | AB-5                       |
| 62                         | Volodymyr Gustov (UKR)         | 55e                        |
| 63                         | Lucas Sebastián Haedo (ARG)    | AB-4                       |
| 64                         | Daniel Navarro (ESP)           | 3e                         |
| 65                         | Jesús Hernández Blázquez (ESP) | 22e                        |
| 66                         | Mads Christensen (DEN)         | 6e                         |
| 67                         | Rafał Majka (POL)              | 19e                        |

| Movistar Team MOV | Movistar Team MOV      | Movistar Team MOV |
| ----------------- | ---------------------- | ----------------- |
| Num               | Coureur                | Pos               |
| 71                | Marzio Bruseghin (ITA) | 71e               |
| 72                | José Herrada (ESP)     | AB-5              |
| 73                | Vladimir Karpets (RUS) | 31e               |
| 74                | Enrique Sanz (ESP)     | 88e               |
| 75                | Rubén Plaza (ESP)      | 23e               |
| 76                | Beñat Intxausti (ESP)  | 48e               |
| 77                | Sergio Pardilla (ESP)  | 2e                |

| Leopard-Trek Continental LET | Leopard-Trek Continental LET | Leopard-Trek Continental LET |
| ---------------------------- | ---------------------------- | ---------------------------- |
| Num                          | Coureur                      | Pos                          |
| 81                           | Eugenio Alafaci (ITA)        | 67e                          |
| 82                           | Giorgio Brambilla (ITA)      | AB-5                         |
| 83                           | Jesús Ezquerra (ESP)         | 62e                          |
| 84                           | Jan Hirt (CZE)               | 30e                          |
| 85                           | Julian Kern (GER)            | AB-5                         |
| 86                           | Alexandr Pliuschin (MDA)     | 51e                          |
| 87                           | Joël Zangerlé (LUX)          | AB-4                         |

| Bretagne-Schuller BSC | Bretagne-Schuller BSC   | Bretagne-Schuller BSC |
| --------------------- | ----------------------- | --------------------- |
| Num                   | Coureur                 | Pos                   |
| 91                    | Éric Berthou (FRA)      | AB-5                  |
| 92                    | Sébastien Duret (FRA)   | 43e                   |
| 93                    | Florian Guillou (FRA)   | 26e                   |
| 94                    | Gaël Malacarne (FRA)    | AB-5                  |
| 95                    | Johan Le Bon (FRA)      | AB-5                  |
| 96                    | Geoffroy Lequatre (FRA) | AB-5                  |
| 97                    | Armindo Fonseca (FRA)   | 74e                   |

| NetApp APP | NetApp APP                | NetApp APP |
| ---------- | ------------------------- | ---------- |
| Num        | Coureur                   | Pos        |
| 101        | Markus Eichler (GER)      | AB-5       |
| 102        | Jan Bárta (CZE)           | 52e        |
| 103        | Blaž Jarc (SLO)           | 87e        |
| 104        | Daniel Schorn (AUT)       | AB-5       |
| 105        | Michael Schwarzmann (GER) | AB-3       |
| 106        | André Schulze (GER)       | AB-4       |
| 107        | Matthias Brändle (AUT)    | 13e        |

| La Pomme Marseille LPM | La Pomme Marseille LPM    | La Pomme Marseille LPM |
| ---------------------- | ------------------------- | ---------------------- |
| Num                    | Coureur                   | Pos                    |
| 111                    | Yohan Cauquil (FRA)       | 66e                    |
| 112                    | Grégoire Tarride (FRA)    | 79e                    |
| 113                    | Clément Koretzky (FRA)    | 56e                    |
| 114                    | Benjamin Giraud (FRA)     | AB-4                   |
| 115                    | Pierre-Luc Périchon (FRA) | 12e                    |
| 116                    | Thomas Vaubourzeix (FRA)  | AB-5                   |
| 117                    | Evaldas Šiškevičius (LTU) | AB-5                   |

| Rabobank Continental RB3 | Rabobank Continental RB3 | Rabobank Continental RB3 |
| ------------------------ | ------------------------ | ------------------------ |
| Num                      | Coureur                  | Pos                      |
| 121                      | Moreno Hofland (NED)     | 63e                      |
| 122                      | Wesley Kreder (NED)      | 90e                      |
| 123                      | Marco Minnaard (NED)     | 69e                      |
| 124                      | Daan Olivier (NED)       | 4e                       |
| 125                      | Jasper Bovenhuis (NED)   | 17e                      |
| 126                      | Nick van der Lijke (NED) | 32e                      |
| 127                      | Ruben Zepuntke (GER)     | 91e                      |

| Auber 93 AUB | Auber 93 AUB              | Auber 93 AUB |
| ------------ | ------------------------- | ------------ |
| Num          | Coureur                   | Pos          |
| 131          | Guillaume Faucon (FRA)    | 41e          |
| 132          | Johan Mombaerts (FRA)     | 73e          |
| 133          | Nicolas Bazin (FRA)       | AB-5         |
| 134          | Flavien Dassonville (FRA) | AB-5         |
| 135          | Jonathan Thiré (FRA)      | 72e          |
| 136          | Steven Tronet (FRA)       | AB-5         |
| 137          | Dimitri Le Boulch (FRA)   | 14e          |

| Saur-Sojasun SAU | Saur-Sojasun SAU         | Saur-Sojasun SAU |
| ---------------- | ------------------------ | ---------------- |
| Num              | Coureur                  | Pos              |
| 141              | Jérôme Coppel (FRA)      | 5e               |
| 142              | Laurent Mangel (FRA)     | AB-5             |
| 143              | Guillaume Levarlet (FRA) | AB-4             |
| 144              | Jimmy Engoulvent (FRA)   | AB-4             |
| 145              | Jonathan Hivert (FRA)    | 81e              |
| 146              | Yannick Talabardon (FRA) | AB-4             |
| 147              | Cyril Lemoine (FRA)      | 38e              |

| Team Europcar EUC | Team Europcar EUC        | Team Europcar EUC |
| ----------------- | ------------------------ | ----------------- |
| Num               | Coureur                  | Pos               |
| 151               | Anthony Charteau (FRA)   | 60e               |
| 152               | Damien Gaudin (FRA)      | AB-5              |
| 153               | Sébastien Chavanel (FRA) | AB-4              |
| 154               | Christophe Kern (FRA)    | 53e               |
| 155               | Perrig Quéméneur (FRA)   | 15e               |
| 156               | Kévin Réza (FRA)         | AB-5              |
| 157               | Pierre Rolland (FRA)     | 34e               |

| Astana Continental AS2 | Astana Continental AS2    | Astana Continental AS2 |
| ---------------------- | ------------------------- | ---------------------- |
| Num                    | Coureur                   | Pos                    |
| 161                    | Ruslan Tleubayev (KAZ)    | AB-3                   |
| 162                    | Alexandr Shushemoin (KAZ) | 92e                    |
| 163                    | Nazar Jumabekov (KAZ)     | 49e                    |
| 164                    | Nikita Umerbekov (KAZ)    | AB-5                   |
| 165                    | Daniil Fominykh (KAZ)     | 28e                    |
| 166                    | Arman Kamyshev (KAZ)      | AB-5                   |
| 167                    | Alexey Lutsenko (KAZ)     | 11e                    |

| France espoirs FRA | France espoirs FRA | France espoirs FRA |
| ------------------ | ------------------ | ------------------ |
| Num                | Coureur            | Pos                |
| 171                | Warren Barguil     | 58e                |
| 172                | Axel Domont        | 54e                |
| 173                | Jimmy Turgis       | 89e                |
| 174                | Stéphane Rossetto  | AB-5               |
| 175                | Erwan Téguel       | 46e                |
| 176                | Théo Vimpère       | 57e                |
| 177                | Antoine Lavieu     | 29e                |

| Colombie espoirs COL | Colombie espoirs COL     | Colombie espoirs COL |
| -------------------- | ------------------------ | -------------------- |
| Num                  | Coureur                  | Pos                  |
| 181                  | Fernando Orjuela         | 85e                  |
| 182                  | Nicolás Paredes          | 82e                  |
| 183                  | Ever Rivera              | 65e                  |
| 184                  | Juan Diego Quintero      | HD-4                 |
| 185                  | James de Jesus Jaramillo | 78e                  |
| 186                  | Juan Ernesto Chamorro    | 10e                  |
| 187                  | Sebastián Salazar        | AB-5                 |

| Cofidis, le Crédit en Ligne COF | Cofidis, le Crédit en Ligne COF | Cofidis, le Crédit en Ligne COF |
| ------------------------------- | ------------------------------- | ------------------------------- |
| Num                             | Coureur                         | Pos                             |
| 1                               | David Moncoutié (FRA)           | 36e                             |
| 2                               | Rein Taaramäe (EST)             | AB-5                            |
| 3                               | Yoann Bagot (FRA)               | 8e                              |
| 4                               | Florent Barle (FRA)             | 64e                             |
| 5                               | Mickaël Buffaz (FRA)            | 24e                             |
| 6                               | Rudy Molard (FRA)               | 61e                             |
| 7                               | Jérémy Bescond (FRA)            | 77e                             |

| Garmin-Sharp GRS | Garmin-Sharp GRS          | Garmin-Sharp GRS |
| ---------------- | ------------------------- | ---------------- |
| Num              | Coureur                   | Pos              |
| 11               | Koldo Fernández (ESP)     | 76e              |
| 12               | Martijn Maaskant (NED)    | 70e              |
| 13               | Michel Kreder (NED)       | 27e              |
| 14               | Christophe Le Mével (FRA) | 25e              |
| 15               | Thomas Peterson (USA)     | 80e              |
| 16               | Andrew Talansky (USA)     | 1er              |
| 17               | Fabian Wegmann (GER)      | 59e              |

| Vacansoleil-DCM VCD | Vacansoleil-DCM VCD      | Vacansoleil-DCM VCD |
| ------------------- | ------------------------ | ------------------- |
| Num                 | Coureur                  | Pos                 |
| 21                  | Romain Feillu (FRA)      | AB-5                |
| 22                  | Johnny Hoogerland (NED)  | AB-3                |
| 23                  | Maurits Lammertink (NED) | 42e                 |
| 24                  | Tomasz Marczyński (POL)  | 37e                 |
| 25                  | Bert-Jan Lindeman (NED)  | 40e                 |
| 26                  | Rob Ruijgh (NED)         | 39e                 |
| 27                  | Mirko Selvaggi (ITA)     | 47e                 |

| FDJ-BigMat FDJ | FDJ-BigMat FDJ           | FDJ-BigMat FDJ |
| -------------- | ------------------------ | -------------- |
| Num            | Coureur                  | Pos            |
| 31             | Sandy Casar (FRA)        | AB-4           |
| 32             | Pierrick Fédrigo (FRA)   | 68e            |
| 33             | Yauheni Hutarovich (BLR) | AB-5           |
| 34             | Cédric Pineau (FRA)      | 16e            |
| 35             | Thibaut Pinot (FRA)      | 35e            |
| 36             | Arthur Vichot (FRA)      | 86e            |
| 37             | Francis Mourey (FRA)     | AB-5           |

| AG2R La Mondiale ALM | AG2R La Mondiale ALM      | AG2R La Mondiale ALM |
| -------------------- | ------------------------- | -------------------- |
| Num                  | Coureur                   | Pos                  |
| 41                   | Romain Bardet (FRA)       | 20e                  |
| 42                   | Guillaume Bonnafond (FRA) | 7e                   |
| 43                   | Maxime Bouet (FRA)        | 44e                  |
| 44                   | Anthony Ravard (FRA)      | AB-3                 |
| 45                   | John Gadret (FRA)         | 21e                  |
| 46                   | Sébastien Minard (FRA)    | 75e                  |
| 47                   | Julien Bérard (FRA)       | AB-4                 |

| Omega Pharma-Quick Step OPQ | Omega Pharma-Quick Step OPQ | Omega Pharma-Quick Step OPQ |
| --------------------------- | --------------------------- | --------------------------- |
| Num                         | Coureur                     | Pos                         |
| 51                          | Dario Cataldo (ITA)         | 18e                         |
| 52                          | Gerald Ciolek (GER)         | 45e                         |
| 53                          | Andrew Fenn (GBR)           | 83e                         |
| 54                          | Serge Pauwels (BEL)         | 9e                          |
| 55                          | František Raboň (CZE)       | 84e                         |
| 56                          | Kristof Vandewalle (BEL)    | 50e                         |
| 57                          | Nikolas Maes (BEL)          | 33e                         |

| Saxo Bank-Tinkoff Bank STB | Saxo Bank-Tinkoff Bank STB     | Saxo Bank-Tinkoff Bank STB |
| -------------------------- | ------------------------------ | -------------------------- |
| Num                        | Coureur                        | Pos                        |
| 61                         | Juan José Haedo (ARG)          | AB-5                       |
| 62                         | Volodymyr Gustov (UKR)         | 55e                        |
| 63                         | Lucas Sebastián Haedo (ARG)    | AB-4                       |
| 64                         | Daniel Navarro (ESP)           | 3e                         |
| 65                         | Jesús Hernández Blázquez (ESP) | 22e                        |
| 66                         | Mads Christensen (DEN)         | 6e                         |
| 67                         | Rafał Majka (POL)              | 19e                        |

| Movistar Team MOV | Movistar Team MOV      | Movistar Team MOV |
| ----------------- | ---------------------- | ----------------- |
| Num               | Coureur                | Pos               |
| 71                | Marzio Bruseghin (ITA) | 71e               |
| 72                | José Herrada (ESP)     | AB-5              |
| 73                | Vladimir Karpets (RUS) | 31e               |
| 74                | Enrique Sanz (ESP)     | 88e               |
| 75                | Rubén Plaza (ESP)      | 23e               |
| 76                | Beñat Intxausti (ESP)  | 48e               |
| 77                | Sergio Pardilla (ESP)  | 2e                |

| Leopard-Trek Continental LET | Leopard-Trek Continental LET | Leopard-Trek Continental LET |
| ---------------------------- | ---------------------------- | ---------------------------- |
| Num                          | Coureur                      | Pos                          |
| 81                           | Eugenio Alafaci (ITA)        | 67e                          |
| 82                           | Giorgio Brambilla (ITA)      | AB-5                         |
| 83                           | Jesús Ezquerra (ESP)         | 62e                          |
| 84                           | Jan Hirt (CZE)               | 30e                          |
| 85                           | Julian Kern (GER)            | AB-5                         |
| 86                           | Alexandr Pliuschin (MDA)     | 51e                          |
| 87                           | Joël Zangerlé (LUX)          | AB-4                         |

| Bretagne-Schuller BSC | Bretagne-Schuller BSC   | Bretagne-Schuller BSC |
| --------------------- | ----------------------- | --------------------- |
| Num                   | Coureur                 | Pos                   |
| 91                    | Éric Berthou (FRA)      | AB-5                  |
| 92                    | Sébastien Duret (FRA)   | 43e                   |
| 93                    | Florian Guillou (FRA)   | 26e                   |
| 94                    | Gaël Malacarne (FRA)    | AB-5                  |
| 95                    | Johan Le Bon (FRA)      | AB-5                  |
| 96                    | Geoffroy Lequatre (FRA) | AB-5                  |
| 97                    | Armindo Fonseca (FRA)   | 74e                   |

| NetApp APP | NetApp APP                | NetApp APP |
| ---------- | ------------------------- | ---------- |
| Num        | Coureur                   | Pos        |
| 101        | Markus Eichler (GER)      | AB-5       |
| 102        | Jan Bárta (CZE)           | 52e        |
| 103        | Blaž Jarc (SLO)           | 87e        |
| 104        | Daniel Schorn (AUT)       | AB-5       |
| 105        | Michael Schwarzmann (GER) | AB-3       |
| 106        | André Schulze (GER)       | AB-4       |
| 107        | Matthias Brändle (AUT)    | 13e        |

| La Pomme Marseille LPM | La Pomme Marseille LPM    | La Pomme Marseille LPM |
| ---------------------- | ------------------------- | ---------------------- |
| Num                    | Coureur                   | Pos                    |
| 111                    | Yohan Cauquil (FRA)       | 66e                    |
| 112                    | Grégoire Tarride (FRA)    | 79e                    |
| 113                    | Clément Koretzky (FRA)    | 56e                    |
| 114                    | Benjamin Giraud (FRA)     | AB-4                   |
| 115                    | Pierre-Luc Périchon (FRA) | 12e                    |
| 116                    | Thomas Vaubourzeix (FRA)  | AB-5                   |
| 117                    | Evaldas Šiškevičius (LTU) | AB-5                   |

| Rabobank Continental RB3 | Rabobank Continental RB3 | Rabobank Continental RB3 |
| ------------------------ | ------------------------ | ------------------------ |
| Num                      | Coureur                  | Pos                      |
| 121                      | Moreno Hofland (NED)     | 63e                      |
| 122                      | Wesley Kreder (NED)      | 90e                      |
| 123                      | Marco Minnaard (NED)     | 69e                      |
| 124                      | Daan Olivier (NED)       | 4e                       |
| 125                      | Jasper Bovenhuis (NED)   | 17e                      |
| 126                      | Nick van der Lijke (NED) | 32e                      |
| 127                      | Ruben Zepuntke (GER)     | 91e                      |

| Auber 93 AUB | Auber 93 AUB              | Auber 93 AUB |
| ------------ | ------------------------- | ------------ |
| Num          | Coureur                   | Pos          |
| 131          | Guillaume Faucon (FRA)    | 41e          |
| 132          | Johan Mombaerts (FRA)     | 73e          |
| 133          | Nicolas Bazin (FRA)       | AB-5         |
| 134          | Flavien Dassonville (FRA) | AB-5         |
| 135          | Jonathan Thiré (FRA)      | 72e          |
| 136          | Steven Tronet (FRA)       | AB-5         |
| 137          | Dimitri Le Boulch (FRA)   | 14e          |

| Saur-Sojasun SAU | Saur-Sojasun SAU         | Saur-Sojasun SAU |
| ---------------- | ------------------------ | ---------------- |
| Num              | Coureur                  | Pos              |
| 141              | Jérôme Coppel (FRA)      | 5e               |
| 142              | Laurent Mangel (FRA)     | AB-5             |
| 143              | Guillaume Levarlet (FRA) | AB-4             |
| 144              | Jimmy Engoulvent (FRA)   | AB-4             |
| 145              | Jonathan Hivert (FRA)    | 81e              |
| 146              | Yannick Talabardon (FRA) | AB-4             |
| 147              | Cyril Lemoine (FRA)      | 38e              |

| Team Europcar EUC | Team Europcar EUC        | Team Europcar EUC |
| ----------------- | ------------------------ | ----------------- |
| Num               | Coureur                  | Pos               |
| 151               | Anthony Charteau (FRA)   | 60e               |
| 152               | Damien Gaudin (FRA)      | AB-5              |
| 153               | Sébastien Chavanel (FRA) | AB-4              |
| 154               | Christophe Kern (FRA)    | 53e               |
| 155               | Perrig Quéméneur (FRA)   | 15e               |
| 156               | Kévin Réza (FRA)         | AB-5              |
| 157               | Pierre Rolland (FRA)     | 34e               |

| Astana Continental AS2 | Astana Continental AS2    | Astana Continental AS2 |
| ---------------------- | ------------------------- | ---------------------- |
| Num                    | Coureur                   | Pos                    |
| 161                    | Ruslan Tleubayev (KAZ)    | AB-3                   |
| 162                    | Alexandr Shushemoin (KAZ) | 92e                    |
| 163                    | Nazar Jumabekov (KAZ)     | 49e                    |
| 164                    | Nikita Umerbekov (KAZ)    | AB-5                   |
| 165                    | Daniil Fominykh (KAZ)     | 28e                    |
| 166                    | Arman Kamyshev (KAZ)      | AB-5                   |
| 167                    | Alexey Lutsenko (KAZ)     | 11e                    |

| France espoirs FRA | France espoirs FRA | France espoirs FRA |
| ------------------ | ------------------ | ------------------ |
| Num                | Coureur            | Pos                |
| 171                | Warren Barguil     | 58e                |
| 172                | Axel Domont        | 54e                |
| 173                | Jimmy Turgis       | 89e                |
| 174                | Stéphane Rossetto  | AB-5               |
| 175                | Erwan Téguel       | 46e                |
| 176                | Théo Vimpère       | 57e                |
| 177                | Antoine Lavieu     | 29e                |

| Colombie espoirs COL | Colombie espoirs COL     | Colombie espoirs COL |
| -------------------- | ------------------------ | -------------------- |
| Num                  | Coureur                  | Pos                  |
| 181                  | Fernando Orjuela         | 85e                  |
| 182                  | Nicolás Paredes          | 82e                  |
| 183                  | Ever Rivera              | 65e                  |
| 184                  | Juan Diego Quintero      | HD-4                 |
| 185                  | James de Jesus Jaramillo | 78e                  |
| 186                  | Juan Ernesto Chamorro    | 10e                  |
| 187                  | Sebastián Salazar        | AB-5                 |